# جودة الملاءمة
جوده الملائمة النموذج الإحصائي يوضح مدى تناسبها مع مجموعه من الملاحظات. مقياس جوده الملائمه عادة يلخص التناقض بين القيم المرصودة والقيم المتوقعة في إطار نموذج صور من الأسئلة. ويمكن استخدام هذه التدابير في اختبار الفرضيات الإحصائية، على سبيل المثال لاختبار طبيعه البواقى، لاختبار ما إذا كان يتم رسم عينتين من توزيعات متطابقة (انظر اختبار كولموجوروف-سميرنوف)، أو ما إذا كانت ترددات نتائج تتبع توزيع محدد (see Pearson's chi-squared test) في تحليل التباين، واحدة من المكونات التي يتم تقسيم الفرق قد يكون نقص في ملائمة مجموع مربعات.

## ملائمة التوزيعات
في تقييم ما إذا كانت توزيع معين مناسب إلى مجموعة من البيانات، يمكن استخدام الاختبارات التالية :
- اختبار كولموجوروف-سميرنوف.
- المعيار كريمر-فون ميزس.
- اختبار أندرسون دارلينج.
- اختبار شابيرو-ويلك.
- اختبار مجموع تشي.
- Akaike معيار المعلومات.
- اختبار هوسمر-Lemeshow.

## تحليل التوفيق
في تحليل التوفيق، الموضوعات التالية تتعلق بجوده الملائمه:

- معامل التحديد (R تربيع ومقياس جوده الملائمه)؛
- تفتقر لاحتواء مجموع المربعات.

### مثال
إحدى الطرق التي يقاس به إحصائية جوده الملائمه يمكن بناؤها، في حالة حيث معرفه تغير فياس الخطأ، هي لبناء قيمه لمجموع مربع الاخطاء:
{\displaystyle \chi ^{2}=\sum {\frac {(O-E)^{2}}{\sigma ^{2}}}}
حيث {\displaystyle \sigma ^{2}} هو التغير المعروف للمراقبة، O هي البيانات المرصودة وE هو البيانات النظرية. هذا التعريف هو مفيد في حاله تقدير خطأ في القياسات، ولكنه يؤدي إلى حالة حيث يمكن استخدامها لتوزيع كاي تربيع لاختبار جوده الملائمه، بحيث يمكن افتراض الأخطاءلديها توزيع طبيعي.
تقليل احصاء كاى تربيع هي ببساطة كاى تربيع مقسوما على عدد من درجات الحرية:
{\displaystyle \chi _{\mathrm {red} }^{2}={\frac {\chi ^{2}}{\nu }}={\frac {1}{\nu }}\sum {\frac {(O-E)^{2}}{\sigma ^{2}}}}
حيث {\displaystyle \nu } هو عدد درجات الحرية، وعادة ما يعطى Nn-1 ، حيث {\displaystyle N} هو عدد من الملاحظات، و{\displaystyle n} هو عدد المتغيرات الملائمه، على افتراض أن القيمة المتوسطة هي اضافه متغير ملائم. افوائد تقليل كى تربيع هو أنه بالفعل طبيعا لعدد من نقاط البيانات ونموذج التعقيد. وكما هو معروف أيضا متوسط مربع الانحراف المرجح.
وكقاعدة عامة (مرة أخرى لا يكون التباين صحيح الا في حاله معرفه الخطأ بداهة بدلامن تخمينه من البيانات)، و{\displaystyle \chi _{\mathrm {red} }^{2}\gg 1} يدل على ضعف نموذج الملائمه. A {\displaystyle \chi _{\mathrm {red} }^{2}>1} يشير إلى أن الملائمه لم يتم حسابها من البيانات (أو أن التباين الخطأ تم تقليله). من حيث المبدأ، قيمة {\displaystyle \chi _{\mathrm {red} }^{2}=1} يشير إلى أن مدى تطابق بين الملاحظات وتقدر هي في الاتفاق مع التباين الخطأ. A \chi_\mathrm{red}^2 يشير إلى أن هذا النموذج هو «الملائمه الزائده»للبيانات: إما هذا النموذج هو المناسب بشكل غير صحيح، أو أنه قد تم المبالغة في تقدير تباين الخطأ 

## البيانات الفئوية
وفيما يلي أمثلة التي تظهر في سياق المعطيات الفئوية.

### اختبار مربع كى بيرسون
يستخدم اختبار كاي تربيع بيرسون مقياس جوده الملائمه الذي هو مجموع الفروق بين الترددات نتيجة الملاحظة والمتوقعة (أي تهم الملاحظات)، كل واحد منهك تربيع ومقسوما على المتوقع:
{\displaystyle \chi ^{2}=\sum _{i=1}^{n}{{\frac {(O_{i}-E_{i})}{E_{i}}}^{2}}}
أين:
Oi  = تردد الملحوظ (أي عدد) i
Ei  = تردد المتوقع (النظري)  i أكدها فرضية العدم.
يتم احتساب التردد المتوقعة من قبل:
{\displaystyle E_{i}\,=\,{\bigg (}F(Y_{u})\,-\,F(Y_{l}){\bigg )}\,N}
أين:
F = دالة التوزيع التراكمي لتوزيع يجري اختبارها.
Y ش = الحد الأعلى لفئة i،
Y i = الحد الأدنى للفئة اi،
N = حجم العينة
ويمكن مقارنة هذه القيمة الناتجة إلى توزيع تربيع كاي لتحديد جوده الملائمه. من أجل تحديد درجات الحرية لتوزيع كاي تربيع، نطرح العدد الإجمالي للترددات الملحوظه من عدد المتغيرات المقدرة. يتبع اختبار الإحصاء، تقريبا، توزيع كي مربع مع (k - c) درجات الحرية حيث k هو عدد الخلايا غير الفارغة وc هو عدد المعلمات المقدرة (بما في ذلك الموقع وعلى نطاق والمعلمات والمعلمات شكل) ل التوزيع.

#### مثال: ترددات متساوية للرجال والنساء
على سبيل المثال، لاختبار فرضية أن تم وضع عينة عشوائية من 100 شخص من السكان فيها الرجال والنساء متساوون في التردد، وتقارن عدد الرجال والنساء الملحوظ على الترددات النظرية من 50 رجلا و50 نساء . إذا كان هناك 44 من الرجال في العينة و56 نساء، ثم
{\displaystyle \chi ^{2}={(44-50)^{2} \over 50}+{(56-50)^{2} \over 50}=1.44}
إذا كانت فرضية العدم صحيحة (أي، يتم اختيار الرجال والنساء على قدم المساواة مع احتمال في العينة)، وسيتم اختبار إحصائية من توزيع كاي تربيع مع درجة واحدة من الحرية. على الرغم من قد يتوقع المرء اثنين من درجات الحرية (واحد لكل من الرجال والنساء)، يجب أن نأخذ بعين الاعتبار أن العدد الإجمالي للرجال والنساء مقيدة (100)، وبالتالي هناك درجة واحدة فقط من الحرية (2-1). بدلا من ذلك، إذا كان من المعروف عدد الذكور يتم تحديد عدد الإناث، والعكس بالعكس.
مداوله مع توزيع كاي تربيع ل1 درجة الحرية تبين أن احتمال مراعاة هذا الاختلاف (أو فرق أكثر تطرفا من هذا) إذا الرجال والنساء على قدم المساواة في العديد من السكان ما يقرب من 0.23. هذا الاحتمال هو أعلى من المعايير التقليدية للدلالة إحصائية (،001-،05)، لذلك عادة نحن لن نرفض فرضية العدم أن عدد الرجال في عدد السكان هو نفس عدد النساء (أي أننا سوف تنظر في عينة لدينا في نطاق ما كنا نتوقع ل/ نسبة 50/50 الذكور والإناث).

### حالة ذات الحدين
تجربة ذات الحدين هي سلسلة من التجارب المستقلة التي التجارب يمكن أن يؤدي إلى إحدى النتيجتين، النجاح أو الفشل. هناك N التجارب مع كل احتمال للنجاح، الرمز بواسطة p. شريطة أن npi »1 لكل i (حيث i = 1، 2، ...، k)، ثم
{\displaystyle \chi ^{2}=\sum _{i=1}^{k}{\frac {(N_{i}-np_{i})^{2}}{np_{i}}}=\sum _{\mathrm {all\ cells} }^{}{\frac {(\mathrm {O} -\mathrm {E} )^{2}}{\mathrm {E} }}.}
وهذا ما يقرب من توزيع كاي تربيع مع k - 1 DF. حقيقة أن df = k - 1 هو نتيجة للقيود \sum N_i=n . نحن نعرف أن هناك k خليه ملاحظه . في الأساس، يمكن القول، لا يوجد سوى k - 1 عدد خلايا تحدد بحرية، وبالتالي DF = k - 1.

## تدابير أخرى للملائمة
نسبة احتمال اختبار الإحصائية هي مقياس لمدى جوده ملاءمة النموذج، الحكم على ما إذا كان شكل موسع للنموذج يوفر تحسنا كبيرا مناسبا.